# Karolina Ramqvist
Karolina Ramqvist   (Göteborg, 8 de novembre de 1976) és una escriptora i periodista sueca.
És considerada una de les escriptores més influents de la seva generació i és un referent del feminisme a Suècia. Ha publicat relats, assaigs i novel·les. En les seves obres reflexiona sobre temes contemporanis com la sexualitat o la soledat. Den vita staden, traduïda a nou llengües, va suposar-ne la consagració internacional i va ser guardonada amb el prestigiós premi literari Per Olov Enquist. Entre les seves obres destaquen Flickvännen (Wahlström & Widstrand, 2009) Alltings början (Norstedts, 2012), Fredskåren (Myrios Novellförlag / Natur & Kultur, 2012) i Det är natten  (Norstedts, 2016), un assaig sobre els diferents rols de l'escriptor. Com a periodista, ha estat editora en cap de la revista Arena i col·labora regularment com a columnista amb el diari Dagens Nyheter.

## Publicacions
- När svenska pojkar började dansa, Stockholm : Bokförlaget DN, 1997, ISBN 91-7588-178-0.
- More Fire, Stockholm : Modernista, 2002, ISBN 91-88748-15-4.
- Nån där? Texter om framtidens kommunikation, Stockholm : Premiss förlag, 2008, ISBN 978-91-85343-20-1.
- Flickvännen, Stockholm : Wahlström & Widstrand, 2009, ISBN 978-91-46-21995-8.
- Alltings början, Stockholm : Norstedts, 2012, ISBN 978-91-1-304129-2.
- Fredskåren, Stockholm : Myrios Novellförlag / Natur & Kultur, 2012, ISBN 978-91-7534-007-4.
- Farväl, mitt kvinnofängelse, Stockholm : Novellix, 2013, ISBN 978-91-7-589007-4
- Den vita staden, Stockholm : Norstedts, 2015, ISBN 978-91-1-306433-8
- Det är natten, Stockholm : Norstedts, 2016, ISBN 978-91-1-307488-7
- Björnkvinnan, Stockholm : Norstedts, 2019, ISBN 978-91-1308449-7